# Лили Браун
Лили Браун е германска писателка, феминистка, активистка на Социалдемократическата партия (СДП). Рожденото ѝ име е Амалия фон Кречман.

## Творчество
- Aus Goethes (1892)
- Deutsche Fürstinnen (1893)
- Die Bürgerpflicht der Frau (1895)
- Die Frauenbewegung (1895)
- Die Frauenfrage. Ihre geschichtliche Entwicklung und wirtschaftliche Seite (1901)
Женският въпрос : Неговият исторически развой и икономическо значение, изд. „Георги Бакалов“ (1903), прев. Георги Бакалов
- Wahrheit oder Legende. Ein Wort zu den Kriegsbriefen des Generals von Kretschman ()
- Die Mutterschaftsversicherung. Ein Beitrag zur Frage der Fürsorge für Schwangere und Wöchnerinnen (1906)
- Die Frauen und die Politik (1903)
- Im Schatten der Titanen. Erinnerungen an Baronin Jenny von Gustedt (1908)
- Memoiren einer Sozialistin (1909) – автобиография, част 1
- Die Emanzipation der Kinder. Eine Rede an die Schuljugend (1911)
- Memoiren einer Sozialistin(1911) – автобиография, част 2
- Die Liebesbriefe der Marquise (1912)
- Mutterschaft. Ein Sammelwerk für die Probleme des Weibes als Mutter (1912)
- Die Frauen und der Krieg (1915)
- Lebenssucher (1915)

на български
- Духовният живот на жената, изд. „Вестник на жената“ (1932), прев. Любица Белева
- Републиканските конституции, изд. „Иван Лесичков“ (1903, 1915), прев. Георги Бакалов